# الخاندرو ماسیل
الخاندرو ماسیل (انگلیسی: Alejandro Maciel؛ زادهٔ ۲۲ آوریل ۱۹۹۷) بازیکن فوتبال اهل آرژانتین است.
از باشگاه‌هایی که در آن بازی کرده‌است می‌توان به باشگاه فوتبال بوکا جونیورز اشاره کرد.